# Цяо Я
Цяо Я (кит. упр. 乔娅, род. 10 января 1977 года) — китайская гимнастка. Серебряный призёр чемпионата мира по спортивной гимнастике 1995 года в командном первенстве; чемпионка Летних азиатских игр 1994 (Хиросима) в многоборье и командном первенстве, а также серебряный призёр на бревне; принимала участие в чемпионатах мира по спортивной гимнастике 1994 и 1995 годах, а также на Летних Олимпийских играх 1996 в Атланте.

## Спортивная карьера
Несмотря на плохой результат на американском этапе Кубка мира по спортивной гимнастике в 1994 году, Цяо начала свою международную карьеру на высоком уровне, выиграв у её более широко известного товарища по команде Мо Хуэйлань в многоборье на Летних азиатских игр 1994 в Хиросиме, а также, в составе национальной сборной Китая, золото в командном первенстве и бронзой на бревне.
На чемпионате мира по спортивной гимнастике 1994 года Цяо имела относительный успех, заняв десятое место в многоборье и попав в финал соревнований на бревне. По итогам квалификации, она прошла в финал соревнований на бревне с четвёртым результатом и имела хорошие шансы побороться за медаль, но в конечном итоге заняла седьмое место из-за падения на снаряде.
В 1995 на чемпионате мира по спортивной гимнастике в Сабаэ (Япония) в составе сборной Китая выиграла серебряную медаль в командном первенстве, уступив сборной Румынии. Также она прошла в финал соревнований на бревне со вторым результатом в квалификации, но, упав со снаряда в начале своего выступления, заняла последнее восьмое место по итогам соревнований.
Успех сборной Китая на чемпионате мира позволил Цяо попасть в национальную сборную на Летние Олимпийские игры в Атланте. Многие поклонники гимнастики и эксперты ожидали, что китайцы бросят вызов сборным США, Румынии и России в командном первенстве. Однако, во время соревнований команда Китая сделала много ошибок, что в конечном счете привело её к четвертому месту на соревнованиях. Цяо также принимала участие в абсолютном первенстве, заняв в финале соревнований 11-е место.
Вскоре после Олимпиады, Цяо решила закончить свою карьеру спортсменки и теперь работает тренером в Сингапуре.